# ساسون دايان
ساسون دايان هو مصرفيٌ برازيلي لبناني المولد من عائلة سورية الاصل، وهو أحدُ مؤسسي بانكو دايكوفال [الإنجليزية].

## حياته
ولد ساسون في 1 أبريل (نيسان) عام 1940 في لبنان لعائلةٍ سورية يهودية انتقلت من حلب إلى لبنان، حيث كان يعمل في كازا بانكاريا سليم إيه ديان، وهو بنك أسسه والده. في الخمسينيات، هاجر إلى البرازيل. في عام 1958، شارك هو وشقيقه إبراهيم ديان في تأسيس شركة سمسرة الأسهم (Daycoval DTVM Ltda).‏ في عام 1970، أسسوا شركة (Valco Corretora de Valores Ltda).‏ في عام 1989، حصلوا على موافقة حكومية لتحويل (Daycoval DTVM Ltda) إلى بانكو دايكوفال [الإنجليزية] المتخصص في إقراض الشركات متوسطة الحجم.
ابنه كارلوس دايان متزوج من إستير صفرا ابنة يوسف صفرا.